# Zdobycie Rabaulu
Zdobycie Rabaulu, w nomenklaturze japońskiej Operacja R, miało miejsce na wyspie Nowa Brytania wchodzącej w skład terytorium Nowej Gwinei Australijskiej, w styczniu i lutym 1942 roku. W sensie strategicznym była to poważna klęska sił alianckich poniesiona we wstępnej fazie kampanii pacyficznej II wojny światowej. Po zajęciu portu w Rabaulu, Japończycy przekształcili go w swą główną  bazę, która stała się podstawą operacji lądowania na Nowej Gwinei, a następnie ofensywy lądowej w kierunku Port Moresby i Australii. Działania zbrojne na sąsiadującej wyspie Nowa Irlandia są przez historyków uważane za część tej samej kampanii. Rabaul miał duże znaczenie z powodu niewielkiej odległości od będącej w posiadaniu japońskim wielkiej bazy Japońskiej Marynarki Wojennej na wyspie Truk.

## Przeciwnicy
Kontyngent Australian Army na Nowej Brytanii (zwany także Lark Force) składał się z ok. 1400 osób. Dowódcą kontyngentu był podpułkownik John Scanlan, któremu podlegało 716 żołnierzy 2/22 Batalionu Australian Imperial Force (AIF), formowanych od marca 1941 roku w atmosferze obaw przed ewentualną wojną z Japonią. Dysponował też oddziałem ochotniczej milicji złożonej z uzbrojonych cywilów, baterii artylerii obrony wybrzeża, przeciwlotniczej i przeciwpancernej, jak również pododdziałem medycznym. Oddział komandosów w sile 130 ludzi został skierowany do służby garnizonowej na Nowej Irlandii.
Głównym zadaniem kontyngentu była ochrona Vunakanau, głównego lotniska Royal Australian Air Force (RAAF) w pobliżu Rabaulu oraz kotwicowiska wodnosamolotów w zatoce Simpsona, istotnych jako źródła informacji wywiadowczych o ewentualnych ruchach sił japońskich w regionie. Kontyngent RAAF-u, dowodzony przez squadron leadera Johna Lerew, miał ograniczone zdolności bojowe, dysponując dziesięcioma słabo uzbrojonymi samolotami szkolnymi CAC Wirraway i czterema lekkimi bombowcami Lockheed Hudson.
Formacja uderzeniowa Cesarskiej Armii Japońskiej − tzw. „Siły Mórz Południowych” pod dowództwem generała-majora Tomitarō Horii − była wzmocnioną brygadą uderzeniową stworzoną na bazie 55 Dywizji. Główną siłę bojową stanowiły 144 Regiment Piechoty (kompania dowodzenia, trzy bataliony piechoty, kompania artylerii, oddziały łączności i zaopatrzenia), kilka plutonów 55 Regimentu Kawalerii, batalion 55 Regimentu Artylerii Górskiej i kompania 55 Regimentu Inżynieryjnego. O wadze jaką japońskie dowództwo przykładało do opanowania Rabaulu i Kaviengu może świadczyć fakt, iż osłonę z morza zapewniały główne siły uderzeniowe Połączonej Floty – tj. zespół lotniskowców wiceadmirała Chūichi Nagumo, w którego składzie znajdowały się cztery lotniskowce („Akagi”, „Kaga”, „Shōkaku”, „Zuikaku”), dwa pancerniki, pięć ciężkich krążowników oraz liczne mniejsze jednostki.

## Uderzenie
W styczniu 1942 roku Rabaul stał się celem zmasowanych bombardowań przeprowadzanych przez samoloty z japońskich lotniskowców. W obliczu zagrożenia Lerew wysłał do Kwatery Głównej RAAF w Melbourne depeszę zawierającą jedno łacińskie zdanie: „Nos Morituri Te Salutamus” (My idący na śmierć cię pozdrawiamy, parafraza zawołania starorzymskich gladiatorów: „Ave Caesar, morituri te salutant!”). 20 stycznia siedem samolotów Wirraway zaatakowało formację 120 japońskich bombowców; trzy z nich zostały zestrzelone, dwa rozbiły się podczas lądowania, a jeden został uszkodzony. Tylko jeden bombowiec japoński został zestrzelony (przez artylerię przeciwlotniczą). Na skutek nalotów zniszczona została bateria obrony wybrzeża, a piechota australijska opuściła w popłochu miasto. Łódź latająca RAAF zlokalizowała flotę inwazyjną i przesłała ostrzeżenie, po czym została zestrzelona.
22 stycznia Japończycy wylądowali u wybrzeży Nowej Irlandii. Kompania komandosów została rozproszona w niewielkich grupach na obszarze całej wyspy, w związku z czym napastnicy zajęli miasto Kavieng bez oporu. Flota inwazyjna dotarła tego samego dnia wieczorem do Rabaulu.
23 stycznia, o godzinie 2.45 Japończycy rozpoczęli operację desantową na Nowej Brytanii. 3 Batalion 144 Regimentu Piechoty spotkał się z krótkotrwałym oporem ze strony AIF i milicji (w sile kompanii) na plaży Vulcan. Jednakże, wobec ich przewagi liczebnej, większość sił japońskich lądowała na plażach niestrzeżonych i niebronionych. W kilka godzin później Scanlan wydał rozkaz „ratuj się kto może”, po czym australijscy żołnierze i cywile, podzieleni na niewielkie grupy, zaczęli znikać w dżungli.
Jedynie RAAF posiadały plany ewakuacji; ich personel został załadowany na pokłady hydroplanów i wywieziony w bezpieczne miejsce. Australijczycy ukrywali się w głębi wyspy przez wiele tygodni, ale żołnierze Lark Force nie byli przygotowani do prowadzenia wojny partyzanckiej. Bez zaopatrzenia w broń, amunicję, żywność i medykamenty ich stan zdrowia i aktywność bojowa z każdym dniem malały. Ulotki zostawiane przez japońskie patrole i zrzucane z samolotów mówiły wprost: „Nie znajdziecie ani pożywienia ani drogi ucieczki i umrzecie z głodu, chyba że się poddacie”. Większość Australijczyków została wyłapana lub poddała się w ciągu kilku tygodni.

## Rezultaty
Australijczycy z Nowej Gwinei, zarówno wojskowi jak i cywile, organizowali na własną rękę akcje ratunkowe i do maja udało im się uratować około 450 ludzi z Nowej Brytanii. Rabaul stał się największą japońską bazą na podejściach do Nowej Gwinei. Australijczycy próbowali zahamować jej rozrost, przeprowadzając w marcu 1942 roku atak bombowy. Garstka żołnierzy Lark Force pozostała w dżungli i − częstokroć przy współpracy ludności tubylczej − prowadziła wojnę partyzancką przeciwko Japończykom.
3 lutego 1942 roku w rejonie zatoki Wide na wschodnim wybrzeżu Nowej Brytanii żołnierze japońscy schwytali około 190 australijskich żołnierzy. Następnego dnia około 160 jeńców zostało zamordowanych na terenie plantacji Tol i Waitavalo. Sprawcami zbrodni byli żołnierze 8. kompanii 3. batalionu 144. pułku piechoty. Japończycy oszczędzili jedynie 22 jeńców, którzy poprzedniego dnia poddali się natychmiast po japońskim lądowaniu, ponadto sześciu Australijczyków zdołało przeżyć egzekucję i zostało później ewakuowanych do ojczyzny.
Pozostałych jeńców w większości wypadków także spotkał tragiczny los. 1 lipca 1942 roku amerykański okręt podwodny USS „Sturgeon” zatopił na Morzu Południowochińskim japoński statek „Montevideo Maru”, który przewoził 845 żołnierzy i 208 cywilów wziętych do niewoli na Nowej Brytanii i Nowej Irlandii. Nikt nie przeżył katastrofy.
W grudniu 1943 roku amerykańscy marines dokonali desantu na przylądku Gloucester na zachodnim wybrzeżu Nowej Brytanii i stopniowo spychali wojska japońskie w stronę Rabaulu. Jednakże znaczna liczba Japończyków utrzymała się w bazie aż do kapitulacji w sierpniu 1945 roku.